# Tomáš Koubek
Tomáš Koubek (Hradec Králové, 26 augustus 1992) is een Tsjechisch voetballer die speelt als doelman voor FC Augsburg. Hij verruilde Sparta Praag in augustus 2017 voor Stade Rennais. Koubek debuteerde in 2016 in het Tsjechisch voetbalelftal.

## Carrière
Koubek voltooide zijn jeugdopleiding bij de club uit zijn geboortestad, FC Hradec Králové, waar hij uiteindelijk ook doorstroomde naar het eerste elftal. Op 30 april 2011 maakte hij zijn debuut in het betaald voetbal in een wedstrijd tegen FK Mladá Boleslav. In 2013 degradeerde hij met Hradec naar de Fotbalová národní liga, de Tsjechische tweede klasse, maar dwong na één seizoen weer promotie af. In 2015 maakte Koubek een transfer naar de topclub Sparta Praag, maar hij werd in zijn eerste seizoen verhuurd aan Slovan Liberec. In het daaropvolgende seizoen was hij vaste waarde onder de lat bij Sparta, en dit leverde hem in 2017 een transfer op naar het Franse Stade Rennais

## Clubstatistieken
| Seizoen | Club              | Competitie              | Competitie | Competitie | Beker | Beker | Internationaal | Internationaal | Totaal | Totaal |
| Seizoen | Club              | Competitie              | Wed.       | Dlp.       | Wed.  | Dlp.  | Wed.           | Dlp.           | Wed.   | Dlp.   |
| ------- | ----------------- | ----------------------- | ---------- | ---------- | ----- | ----- | -------------- | -------------- | ------ | ------ |
| 2010/11 | FC Hradec Králové | 1. česká fotbalová liga | 2          | 0          | 0     | 0     | —              | —              | 2      | 0      |
| 2011/12 | FC Hradec Králové | 1. česká fotbalová liga | 13         | 0          | 0     | 0     | —              | —              | 13     | 0      |
| 2012/13 | FC Hradec Králové | 1. česká fotbalová liga | 20         | 0          | 0     | 0     | —              | —              | 20     | 0      |
| 2013/14 | FC Hradec Králové | Fotbalová národní liga  | 13         | 0          | 1     | 0     | —              | —              | 14     | 0      |
| 2014/15 | FC Hradec Králové | 1. česká fotbalová liga | 26         | 0          | 0     | 0     | —              | —              | 26     | 0      |
| Totaal  | Totaal            | Totaal                  | 74         | 0          | 1     | 0     | 0              | 0              | 75     | 0      |

Bijgewerkt op 17 juni 2015.

## Interlandcarrière
Voor het Europees kampioenschap onder 21 in 2015 maakte Koubek deel uit van de Tsjechische selectie. In 2016 debuteerde hij in het Tsjechisch voetbalelftal, waarmee hij in juni deelnam aan het Europees kampioenschap voetbal in Frankrijk. Na nederlagen tegen Spanje (0–1) en Turkije (0–2) en een gelijkspel tegen Kroatië (2–2) was Tsjechië uitgeschakeld in de groepsfase. Op 24 maart 2016 maakte hij zijn debuut voor het Tsjechisch voetbalelftal, in de met 1-0 verloren oefenwedstrijd tegen Schotland. Ook maakte hij deel uit van de selectie tijdens het EK 2016 in Frankrijk.

## Erelijst
| Coupe de France | 1x | 2018/19 |

1 Gallon ·
2 Hateboer ·
3 Truffert ·
4 Wooh ·
5 Theate ·
6 Matusiwa ·
7 Grønbaek ·
8 Santamaria ·
9 Kalimuendo ·
10 Gouiri ·
11 Blas ·
14 Bourigeaud ·
22 Assignon ·
23 Omari ·
28 Kamara ·
30 Mandanda  ·
33 D. Doué ·
34 Salah ·
36 Seidu ·
38 Jaouab ·
39 Lambourde ·
40 Lembet ·
41 Do Marcolino ·
43 Nagida ·
55 Østigård ·
80 Alemdar ·
Coach: Génésio
· Keeperstrainer: Sorin
1 Čech ·
2 Kadeřábek ·
3 Kadlec ·
4 Gebre Selassie ·
5 Hubník ·
6 Sivok ·
7 Necid ·
8 Limberský ·
9 Dočkal ·
10 Rosický ·
11 Pudil ·
12 Škoda ·
13 Plašil ·
14 Kolář ·
15 Pavelka ·
16 Vaclík ·
17 Suchý ·
18 Šural ·
19 Krejčí ·
20 Skalák ·
21 Lafata ·
22 Darida ·
23 Koubek ·
Coach: Vrba
1 Vaclík ·
2 Kadeřábek ·
3 Čelůstka ·
4 Brabec ·
5 Coufal ·
6 Kalas ·
7 Barák ·
8 Darida  ·
9 Holeš ·
10 Schick ·
11 Krmenčík ·
12 Masopust ·
13 Ševčík ·
14 Jankto ·
15 Souček ·
16 Mandous ·
17 Zima ·
18 Bořil ·
19 Hložek ·
20 Vydra ·
21 Král ·
22 Matějů ·
23 Koubek ·
24 Pekhart ·
25 Pešek ·
26 Sadílek ·
Coach: Šilhavý